# نادي تيراسبول
نادي تيراسبول هو نادي كرة قدم في مولدوفا تأسس في 1992. كان يلعب في الدوري المولدوفي الوطني. تم حل النادي في 2015.

## وصلات خارجية
- الموقع الرسمي